# Pieni Kontiosaari (ö i Södra Savolax, Nyslott)
Pieni Kontiosaari är en ö i Finland. Den ligger i sjön Suurijärvi och i kommunen Nyslott i  landskapet Södra Savolax, i den sydöstra delen av landet, 280 km nordost om huvudstaden Helsingfors. Öns area är 0,9 hektar och dess största längd är 130 meter i öst-västlig riktning.